# 에드워드 B. 루이스
에드워드 버트 루이스(영어: Edward Butts Lewis, 1918년 5월 20일 ~ 2004년 7월 21일)는 미국의 유전학자이다. 1995년에 초기 배아 분화를 조절하는 유전자 무리인 호메오박스를 발견한 공로로 크리스티아네 뉘슬라인폴하르트, 에릭 F. 위샤우스와 함께 노벨 생리학·의학상을 수상했다.

## 수상 경력
- 1983년 : 토머스 헌트 모건 메달
- 1987년 : 가드너 국제상
- 1989년 : 울프 의학상
- 1991년 : 앨버트 래스커 기초 의학 연구상
- 1992년 : 루이자 그로스 호르위츠상
- 1995년 : 노벨 생리학·의학상

## 회원
- 1989년 : 왕립학회 외국인 회원[1][10]